# Шкриље (Иг)
Шкриље (словен. Škrilje) је насељено место у општини Иг, Средњесловенска регија, Словенија.

## Историја
До територијалне реорганизације у Словенији било је у саставу града Љубљане, односно старе општине Вич–Рудник.

## Становништво
У попису становништва из 2011. године, Шкриље је имало 426 становника.
| Број становника према пописима | Број становника према пописима | Број становника према пописима |
| ------------------------------ | ------------------------------ | ------------------------------ |
| 1991                           | 2002                           | 2011                           |
| 151                            | 304                            | 426                            |

Напомена: Године 2012. извршена је мања размена територија између насеља Голо и Шкриље.

## Галерија
- пејзаж
- панорама